# Апиология
Апиоло́гия (от лат. apis «пчела» и др.-греч. λόγος — логос) — наука, изучающая медоносных пчёл.

## Сходные термины
- Апидология (Apidology) — вариант написания апиологии, распространённый главным образом в Европе, иногда понимаемый в более широком смысле, как наука о всех пчёлах.
- Апикология (Apicology) — экология медоносных пчёл.
- Мелиттология (Melittology) — наука о пчёлах (кроме медоносной пчелы известно более 17 тыс. видов пчел).

## История
Пчёлы привлекали к себе интерес человека с глубокой древности. В античности о них писали Аристотель, Плиний и Вергилий.
Становление апиологии как науки относят к XVII в., когда голландский натуралист микроскопист-анатом Я. Сваммердам положил начало изучению медоносных пчёл. Именно он установил, что пчеломатка является самкой. В XVIII веке исследованием пчёл занимался французский учёный Р. А. Реомюр. Исследования Сваммердама и Реомюра продолжил швейцарский натуралист Ф. Юбер, книга которого «Новейшие наблюдения над пчёлами» на многие годы стала основным руководством по биологии пчел. В XIX в. среди исследователей пчёл особо выделяются польский пчеловод Ян Дзержон и американский пчеловод Л. Л. Лангстрот.
В России первым отечественным апиологом называют П. И. Рычкова.

## Институты
Научно-исследовательский институт пчеловодства Россельхозакадемии в городе Рыбное Рязанской области

## Организации
- Международная организация пчеловодов «Апимондия» («Apimondia», International Federation of Beekeepers' Associations, основана в 1897), проводящая симпозиумы, конгрессы, выставки. СССР — член «Апимондии» с 1945.
- Общество пчёл, ос и муравьёв — BWARS

## Список крупнейших апиологов (апидологов)
Среди энтомологов, описавших наибольшее число новых видов пчёл: Cockerell (3275), Friese (1305), Smith (942), Timberlake (848), Vachal (547), Warncke (521), Morawitz (520), Cresson (433), Michener (387), Lepeletier (164), Fabricius (134), Radoszkowski (117), Osytshnjuk (74).
- Пётр Иванович Прокопович (1775—1850), украинский пчеловод
- Карл Фриш (1886—1982), Нобелевский лауреат
- Владимир Владимирович Алпатов (1898—1979), автор методики биометрического изучения экстерьерных особенностей пород пчёл,  почётный член Апимондии.
- Кожевников, Григорий Александрович (1866—1933) — советский зоолог, профессор Московского университета.
- Мочалкин, Фёдор Семёнович (1841—1910) — русский пчеловод, организатор первой в России школы пчеловодов, главный организатор всех выставок по пчеловодству в России XIX века.

## Журналы
- «Пчеловодство», Россия
- «Apiacta» (орган «Apimondia», с 1966), США
- «American Bee Journal» (с 1861), США
- «Apidologie», (с 1958)
- «Gleanings in Bee Culture», (с 1872), США.
- «Journal of Melittology» (с 2013, США, The University of Kansas, ISSN 2325-4467), США